# Dendrarium de Sotchi

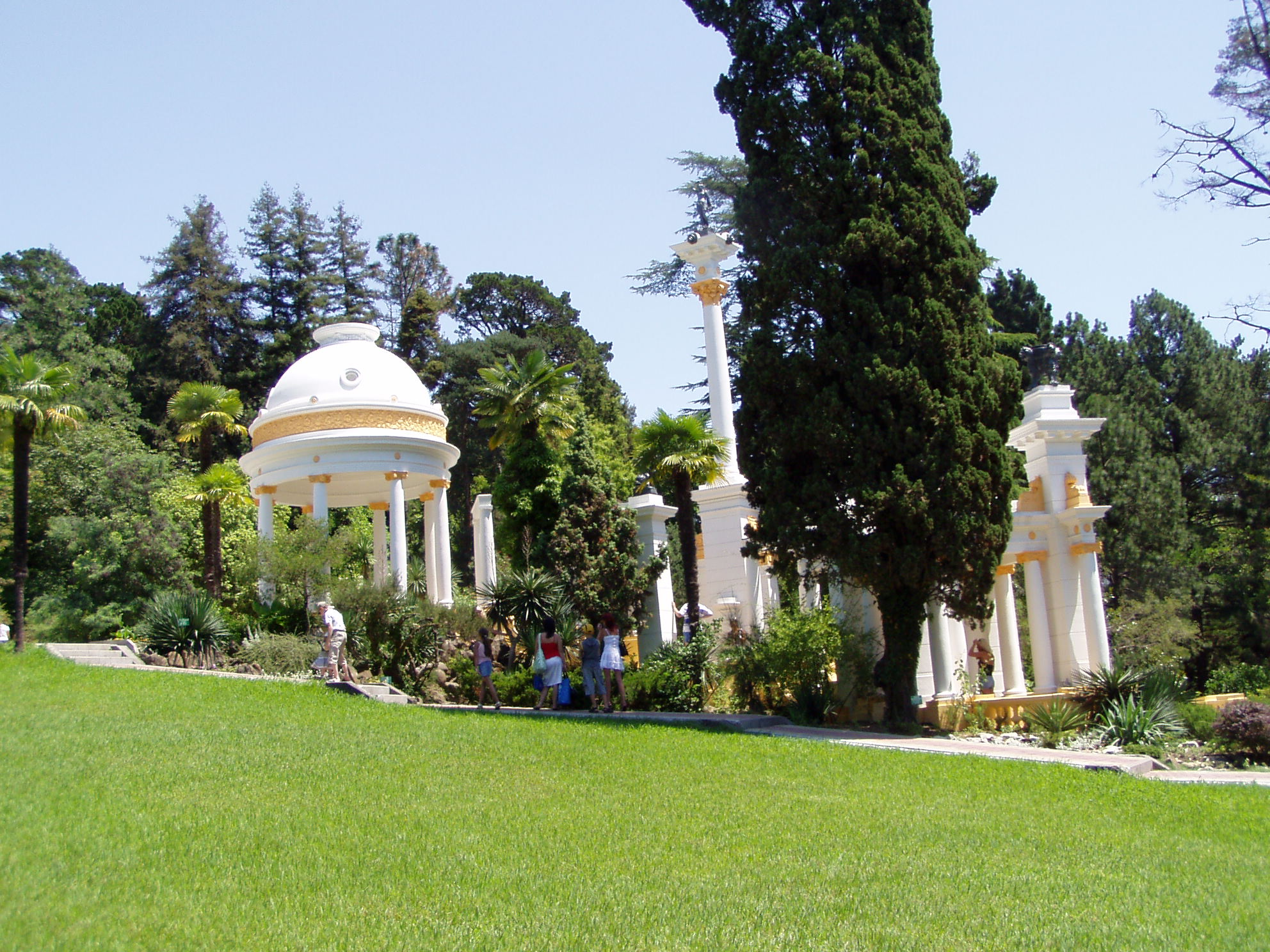
La colonnade, dite mauresque, du dendrarium, avec sa gloriette

Le dendrarium de Sotchi (Сочинский дендрарий) est un jardin botanique et un arboretum de la ville -arrondissement de Sotchi en Russie au bord de la mer Noire. Il se trouve dans le microraïon de Svetlana appartenant au  raïon de Khosta.
C'est une collection unique de flore et de faune subtropicales qui est gérée par un centre de recherche de botanique et de sylviculture de montagne.

## Historique
Sergueï Khoudekov, dramaturge, journaliste-éditeur et fondateur de la gazette de Saint-Pétersbourg, achète en 1889 cinquante déciatines de terrain sur les pentes du Mont Chauve (Lissaïa Gora) de Sotchi. Il y construit plus tard sa villa Nadejda, baptisée ainsi en l'honneur de son épouse. Il aménage un parc de 15 hectares, avec à côté un verger de pruniers et de pêchers. Les plants sont achetés et proviennent de différents jardins botaniques de Crimée, d'Allemagne et du Caucase (comme celui du prince Alexandre d'Oldenbourg à Gagra). Khoudekov plante plus de quatre-cents sortes d'arbres, d'arbrisseaux et de buissons et fait dessiner le parc par son ami le jardinier-paysagiste Karl Langau qui achève son aménagement en 1892. En 1917, il y a déjà plus de cinq cent cinquante types de plantes.
Le parc se présente sous la forme d'un parc à l'italienne avec des apports à la française. Il comporte des terrasses étagées et il est décoré de statues et de vases de fonte commandés en France par Khoudekov, comme la fontaine des amours. Le parc est nationalisé en 1922, après la guerre civile et la prise de pouvoir, plus tardive ici, des bolchéviques.
L'institut de recherche de sylviculture de montagne est fondé en 1944.

## Aujourd'hui
Le parc de 49 hectares comporte plus de 1 630 espèces d'arbres, d'arbrisseaux et de buissons, en particulier 1 890 pins de 76 sortes et la collection la plus variée de chênes en Russie (80 sortes). Le dendrarium rassemble aussi une collection de 24 sortes de palmiers, des cyprès, des cèdres, et différents arbres subtropicaux.
Il est divisé en deux parties, le jardin supérieur et le jardin inférieur. On trouve dans ce dernier un aquarium qui présente des spécimens de la faune marine de la mer Noire, ainsi qu'un étang. Les jardins sont partagés en différentes zones, où les espèces sont rassemblées parfois de manière compacte, avec des spécimens issus du Caucase, du Japon, de Chine de Méditerranée, ainsi que d'Amérique du Sud et du Nord.
Le parc expérimente constamment de nouvelles plantes exotiques et rares. D'autres jardins botaniques de montagne se fournissent ici, qu'il proviennent de Russie ou de l'étranger, comme en Roumanie, République tchèque, région subcarpathique (correspondant à l'ancienne Galicie) ou Asie mineure.
Le parc est déclaré monument national en 1974.

## Source
- (ru) Cet article est partiellement ou en totalité issu de l’article de Wikipédia en russe intitulé « Сочинский дендрарий » (voir la liste des auteurs).